# Tào thúc Chấn Đạc
Tào Thúc Chấn Đạc (chữ Hán: 曹叔振鐸; trị vì: ?-1053 TCN), tên thật là Cơ Chấn Đạc (姬振鐸), là vị vua đầu tiên của nước Tào – chư hầu nhà Chu trong lịch sử Trung Quốc.
Thúc Chấn Đạc là con thứ sáu của Tây bá Cơ Xương trong số 10 người con cùng mẹ (Bá Ấp Khảo mất sớm, Vũ Vương Cơ Phát, Quản Thúc Tiên, Chu Công Đán, Sái Thúc Độ, Thúc Chấn Đạc, Thành Thúc Vũ, Hoắc Thúc Xử, Khang Thúc Phong, Đam Quý Tái.
Cơ Phát lật đổ nhà Thương lên làm vua, lập ra nhà Chu, tức là Chu Vũ Vương. Chu Vũ Vương phân phong đất đai cho các em và công thần làm chư hầu. Thúc Chấn Đạc được phong tại đất Tào. Ông trở thành vị vua đầu tiên của nước Tào.
Sử sách không ghi chép sự kiện xảy ra liên quan tới nước Tào trong thời gian ông làm vua.
Khoảng năm 1053 TCN, Tào Thúc Chấn Đạc qua đời. Con ông là Cơ Tỳ lên nối ngôi, tức là Tào Thái bá.